# Tongvaren-associatie
De tongvaren-associatie (Filici-Saginetum) is een associatie uit het muurleeuwenbek-verbond (Cymbalario-Asplenion). De associatie omvat eutrafente rots- en muurvegetatie van schaduwrijke standplaatsen met een hoge pH en een hoge relatieve luchtvochtigheid.

## Naamgeving en codering
| Filici-Bryetum argentei Segal 1962 nom. nud. |

- Syntaxoncode voor Nederland (rVvN): r21Ab02
- BWK-karteringscode: km

De wetenschappelijke naam Filici-Saginetum verwijst naar twee belangrijke plantentaxa binnen deze associatie. Het prefix Filici- is afgeleid van filix (varen) en refereert naar het aspectbepalend optreden van diverse diagnostische varentaxa. Saginetum is afgeleid van de botanische naam van liggende vetmuur (Sagina procumbens).

## Fysiognomie
Fysiognomisch wordt de tongvaren-associatie vooral gekarakteriseerd door het zeer sterk op de voorgrond treden van twee groepen van cryptogamen: in de eerste plaats varens en daarnaast mossen. De naamgevende tongvaren – die vaak opvalt door de tongvormige, glimmende bladeren – bepaalt doorgaans in hoge mate het vegetatieaspect. Tevens behoren mannetjesvaren en soms ook wijfjesvaren tot de belangrijkste blikvangende soorten binnen de associatie, alhoewel zij dikwijls kleiner blijven dan wanneer zij in terrestrische vegetatietypen groeien. Doordat tongvarens en mossen groenblijvend zijn, behoudt het vegetatieaspect jaarrond de (glimmende) groene kleur.
De tongvaren-associatie kan zowel open tot gesloten rots- en muurvegetatie betreffen. Meestal treedt de gemeenschap min of meer lintvormig op. De vegetatiestructuur wordt gevormd door enkel een kruidlaag en een moslaag. In de goed ontwikkelde kruidlaag zijn varens dominant, maar bloeiende planten zijn meer aanwezig dan bij de muurvaren-associatie. Muurleeuwenbek en liggende vetmuur zijn de meest algemene zaadplant, naast straatgras. De moslaag is meestal aanwezig en soortenrijk, met voornamelijk bladmossen. Gewoon muursterretje en gewoon purpersteeltje zijn de meest gevonden soorten. Meer dan in andere associaties uit de muurvaren-klasse komen levermossen in de moslaag voor.

## Ecologie

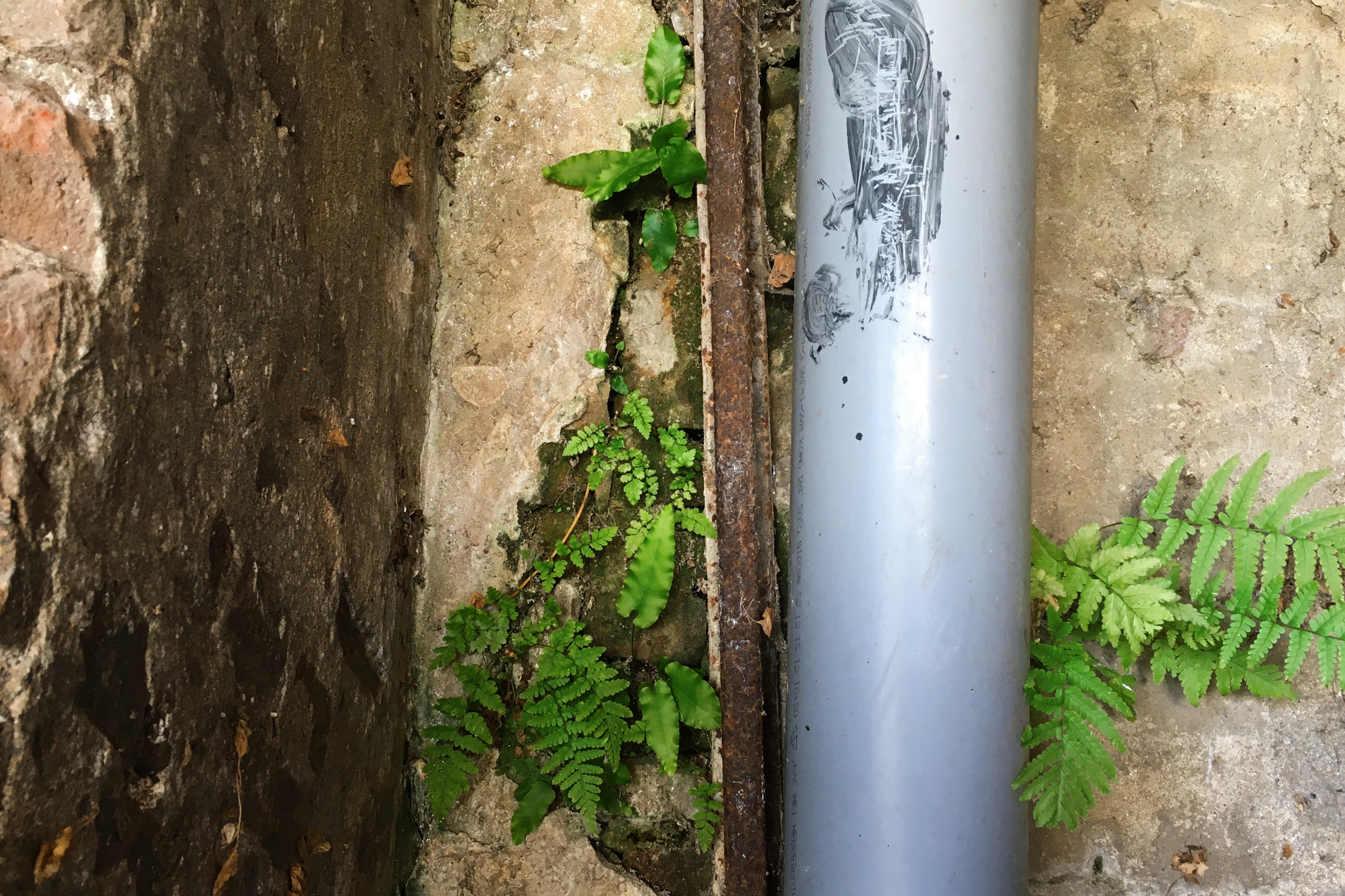
Een associatiefragment van de tongvaren-associatie bij een regenpijp.

De tongvaren-associatie kan zich ontwikkelen op verticale tot sterk hellende oppervlakken van rotsen, muren en overige stenige substraattypen. Het gaat hierbij om (enigszins) verweerde, kalkrijke, eutrofe (nitraat- en fosfaatrijke) substraten met een hoge pH. Bovendien moet het milieu een vrij hoge tot zeer hoge luchtvochtigheid hebben en half tot zwaar beschaduwd zijn. Veelal betreft het relatief koele standplaatsen die op het noorden zijn geëxponeerd. Vooral de vaatplanten die in deze gemeenschap groeien zijn voor hun kieming aangewezen op scheuren en/of voegen.

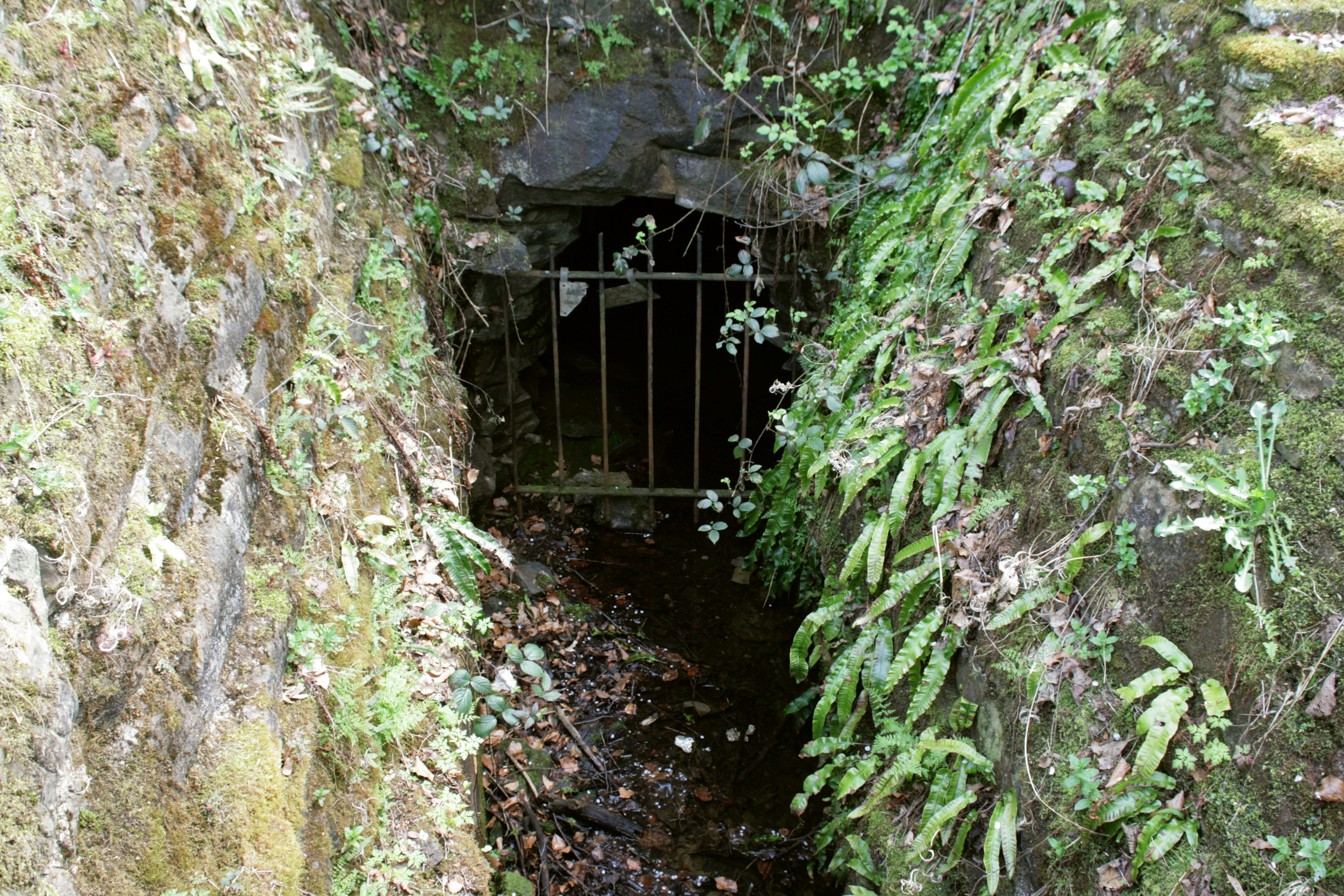
De tongvaren-associatie op een beschutte keermuur bij een tunnel. Men ziet duidelijk dat de associatie een voorkeur heeft op noordelijk geëxponeerde muren (rechts).

In gebieden waar rotsachtige standplaatsen van nature zo goed als ontbreken (zoals in Nederland) treedt de tongvaren-associatie op als een uitgesproken cultuurvolgend vegetatietype. De gemeenschap is dan afhankelijk van antropogene milieus die voldoen aan de eerdergenoemde standplaatseisen. In de urbane cultuurlandschappen van de Lage Landen zijn in het bijzonder de waterkerende muren en/of beschoeiingen van grachten, kades, sluizen en werven de meest opvallende standplaatsen; hier koloniseert de associatie vaak op lintvormige wijze de grootste (aaneengesloten) oppervlakten. Met kleinere oppervlakten (puntvormig) is de tongvaren-associatie – of associatiefragmenten ervan – in stedelijke gebieden ook veel op min of meer 'verborgen' standplaatsen te vinden zoals de binnenwanden van keldergaten, rioolputtten, straatkolken of in smalle tussenruimten van muren naast stilstaande objecten zoals transformatorhuisjes en telefooncellen. Voorts vormen muren bij lekkende regenpijpen of oude waterpompen ook zeer geschikte milieus. Minder aan het stedelijk gebied of de bebouwde kom gebonden antropogene standplaatsen zijn grondkerende (stapel)muren bij holle wegen, muren van toegangsdammen, waterputten en beschaduwde delen van (ruïnes van) bunkers en oude erfafscheidingsmuren. Verder vestigt de associatie zich vaak op bruggen en mijn- en watertunnelingangen.
In meer natuurlijke milieus is de associatie zeldzamer. Hier is zij aangewezen op rotsachtige standplaatsen die aan de voornoemde standplaatseisen voldoen. Voorbeelden zijn steile rotswanden nabij waterpartijen en (de ingangen van) grotten.

## Syndynamiek

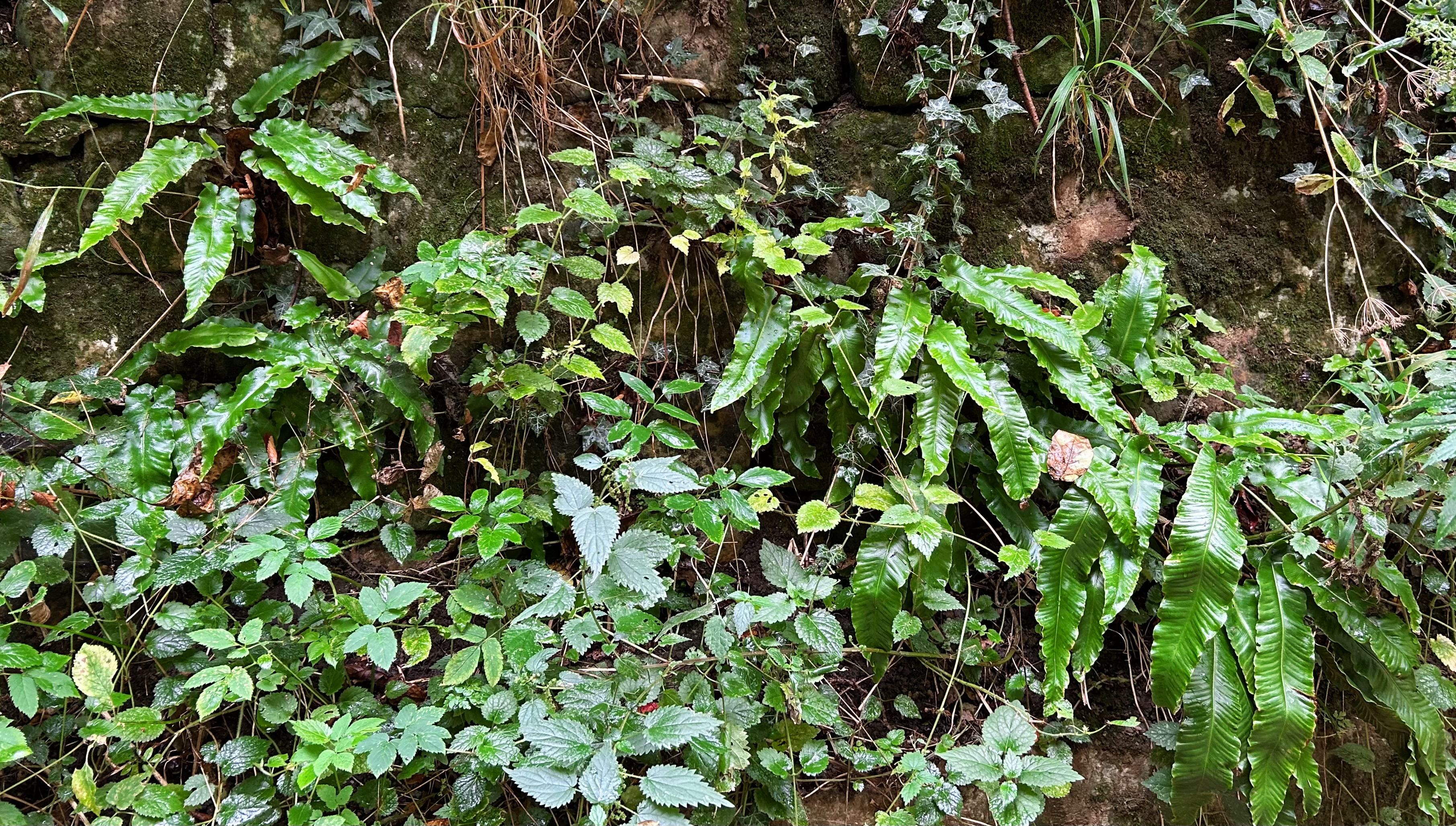
Close-up van een zeldzaam 'eindstadium' van de tongvaren-associatie waarbij klimop, soorten van de klasse van nitrofiele zomen en zelfs enkele boskruiden de gemeenschap langzaam overnemen.

Er is relatief weinig bekend over de syndynamiek van de tongvaren-associatie. De tongvaren-associatie ontwikkelt zich doorgaans uit rompgemeenschappen van het muurleeuwenbek-verbond of rechtstreeks uit vegetatie uit de klasse van stippelkorsten en achterlichtmossen of de kringmos-klasse. Na zeer lange tijd kan de tongvaren-associatie uiteindelijk overgaan in rompgemeenschappen uit de klasse van nitrofiele zomen.

## Vegetatiezonering
In de vegetatiezonering kan de tongvaren-associatie contactgemeenschappen vormen met een hoog aantal (tamelijk uiteenlopende) andere syntaxa. Binnen de muurvaren-klasse zelf staat de tongvaren-associatie vaak in contact met rompgemeenschappen uit de muurleeuwenbek-orde en het onderliggende muurleeuwenbek-verbond, waartoe de associatie zelf ook behoort. Zelden wordt de verwante muurvaren-associatie (eveneens een associatie uit het muurleeuwenbek-verbond) als contactgemeenschap aangetroffen. Op waterkerende muren staat de associatie vaak aan de onderzijde in contact met vegetatie uit de riet-klasse, tandzaad-klasse de klasse van (spat)watergemeenschappen en soms ook de kegelmos-associatie. Ook vormen gemeenschappen van de klasse van stippelkorsten en achterlichtmossen vaak contactbegroeiingen. Op niet-waterkerende muren komt vaak de typische subassociatie van de associatie van vetmuur en zilvermos voor als contactgemeenschap, waarmee het bovendien opvallend veel soorten gemeenschappelijk heeft.

## Verspreiding
Het verspreidingsgebied van de tongvaren-associatie omvat het atlantische, subatlantische en continentale deel van Europa. In het mediterrane deel van Europa treedt vegetatie uit het verbond van klein glaskruid op als vicariant.
In Nederland is goed ontwikkelde vegetatie van de tongvaren-associatie vrij zeldzaam. De zwaartepunten van deze associatie liggen in West-Nederland en Zuid-Limburg.

## Diagnostische taxa voor Nederland en Vlaanderen
De tongvaren-associatie heeft binnen Nederland en Vlaanderen slechts twee kentaxa; dit zijn tongvaren en rechte driehoeksvaren. In de onderstaande synoptische tabel staan per vegetatielaag de belangrijkste diagnostische plantentaxa van de associatie voor Nederland en Vlaanderen.
Kruidlaag
| Diagnostiek       | Diff.soort | Abundantie | Triviale naam         | Botanische naam           | Opmerking                      |
| ----------------- | ---------- | ---------- | --------------------- | ------------------------- | ------------------------------ |
| associatiekentaxa |            | A          | tongvaren             | Asplenium scolopendrium   |                                |
| associatiekentaxa |            | O          | rechte driehoeksvaren | Gymnocarpium robertianum  |                                |
| verbondskentaxa   |            | O          | zwartsteel            | Asplenium adiantum-nigrum |                                |
| ordekentaxa       |            | O          | muurleeuwenbek        | Cymbalaria muralis        |                                |
| klassekentaxa     |            | F          | muurvaren             | Asplenium ruta-muraria    |                                |
| klassekentaxa     |            | O          | steenbreekvaren       | Asplenium trichomanes     |                                |
| klassekentaxa     |            | O          | blaasvaren            | Cystopteris fragilis      |                                |
| klassekentaxa     |            | Z          | gele helmbloem        | Pseudofumaria lutea       |                                |
| begeleidende taxa |            | F          | mannetjesvaren        | Dryopteris filix-mas      | constante soort                |
| begeleidende taxa |            | F          | liggende vetmuur      | Sagina procumbens         |                                |
| begeleidende taxa |            | F          | straatgras            | Poa annua                 |                                |
| begeleidende taxa |            | O          | wolfspoot             | Lycopus europaeus         |                                |
| begeleidende taxa | dA         | O          | smalle stekelvaren    | Dryopteris carthusiana    | t.o.v. de muurvaren-associatie |
| begeleidende taxa |            | O          | wijfjesvaren          | Athyrium filix-femina     |                                |
| begeleidende taxa |            | O          | Canadese fijnstraal   | Erigeron canadensis       |                                |
| begeleidende taxa |            | O          | veldbeemdgras         | Poa pratensis             |                                |
| begeleidende taxa |            | O          | paardenbloem          | Taraxacum spp.            |                                |
| begeleidende taxa |            | O          | gewone melkdistel     | Sonchus oleraceus         |                                |
| begeleidende taxa |            | O          | zwarte els            | Alnus glutinosa           | als dwergstruik                |
| begeleidende taxa |            | O          | klimop                | Hedera helix              |                                |

Moslaag
| Kentaxon | Diff.soort | Abundantie | Triviale naam         | Botanische naam         | Opmerking                      |
| -------- | ---------- | ---------- | --------------------- | ----------------------- | ------------------------------ |
| kO       |            | A          | gewoon muursterretje  | Tortula muralis         | constante soort                |
|          |            | F          | gewoon purpersteeltje | Ceratodon purpureus     |                                |
|          | dA         | O          | zilvermos             | Bryum argenteum         | t.o.v. de muurvaren-associatie |
|          |            | O          | zodeknikmos           | Bryum caespiticium      |                                |
|          |            | O          | gewoon pluisdraadmos  | Amblystegium serpens    |                                |
|          |            | O          | gedraaid knikmos      | Bryum capillare         |                                |
|          |            | O          | gewoon dikkopmos      | Brachythecium rutabulum |                                |

## Fauna
Voor bepaalde insecten vormt de vegetatie van de tongvaren-associatie in urbane gebieden een belangrijk habitat. Voorbeelden zijn de motten tongvarenvretertje (Psychoides verhuella) en Psychoides filicivora en de mineervliegensoort Chromatomyia scolopendri. 

## Mycoflora
De tongvaren-associatie vormt een belangrijk habitat voor tongvarenroest.

## Fotogalerij

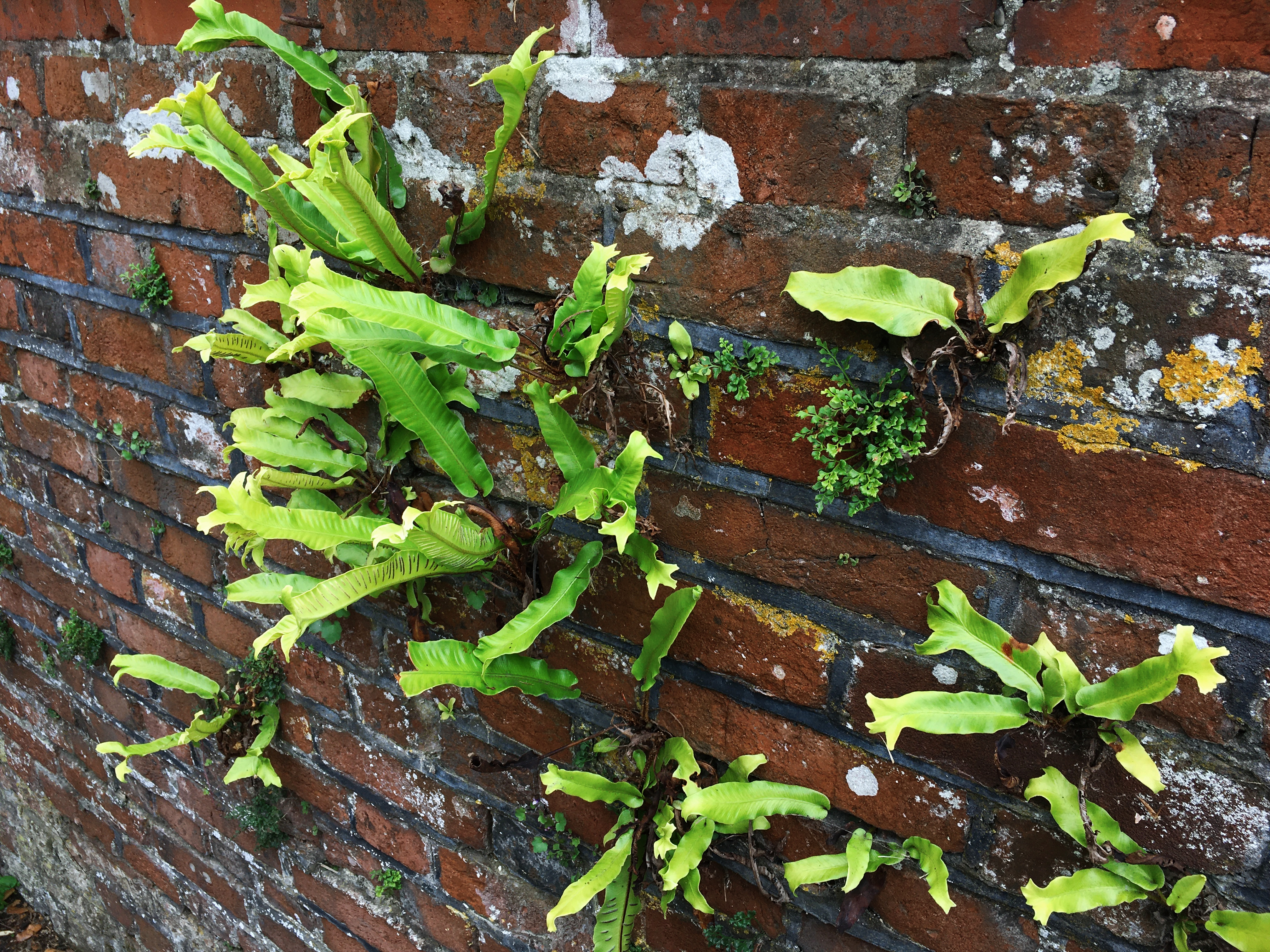
Een associatiefragment met verwilderde tongvarencultivars
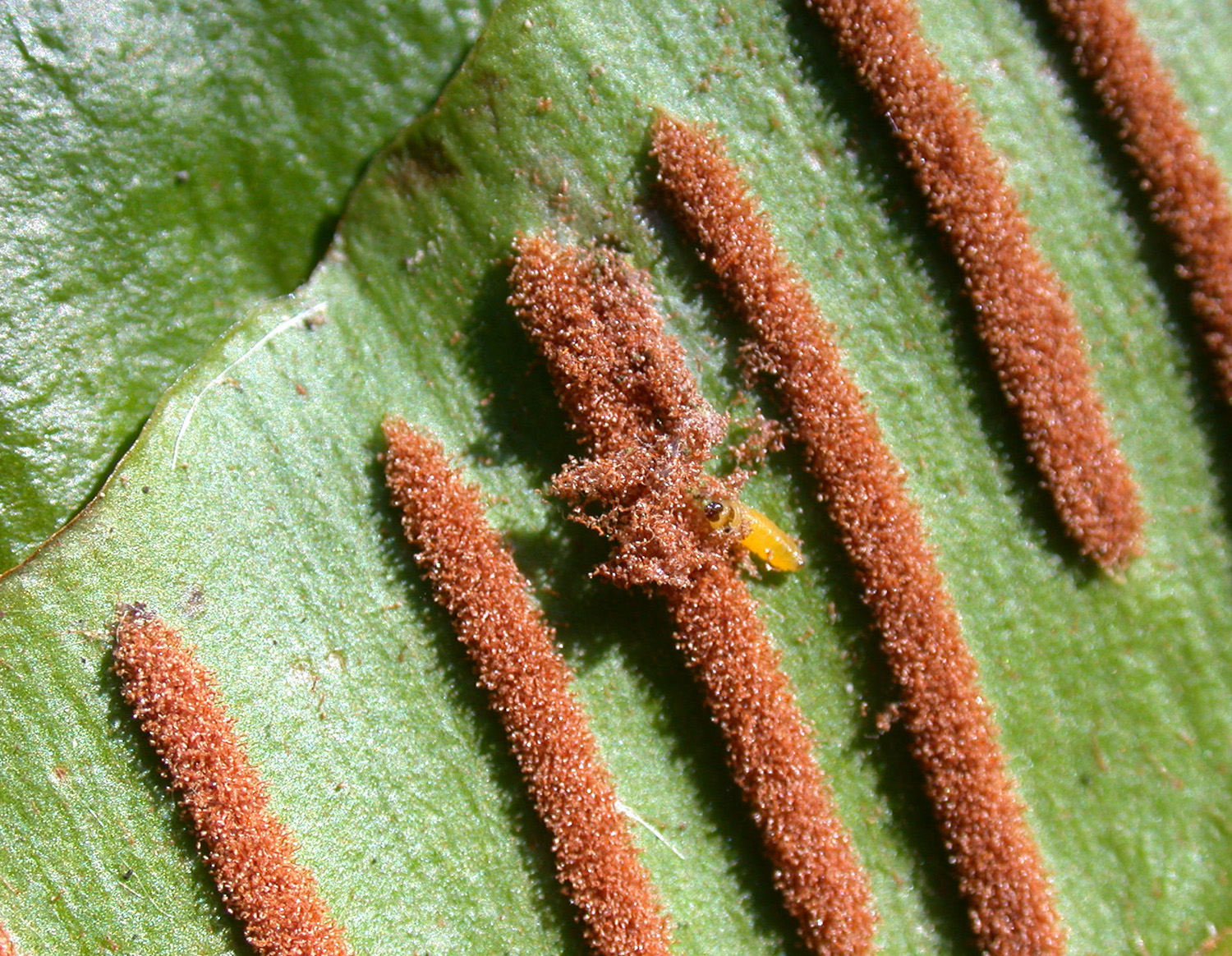
Rups van het tongvarenvretertje
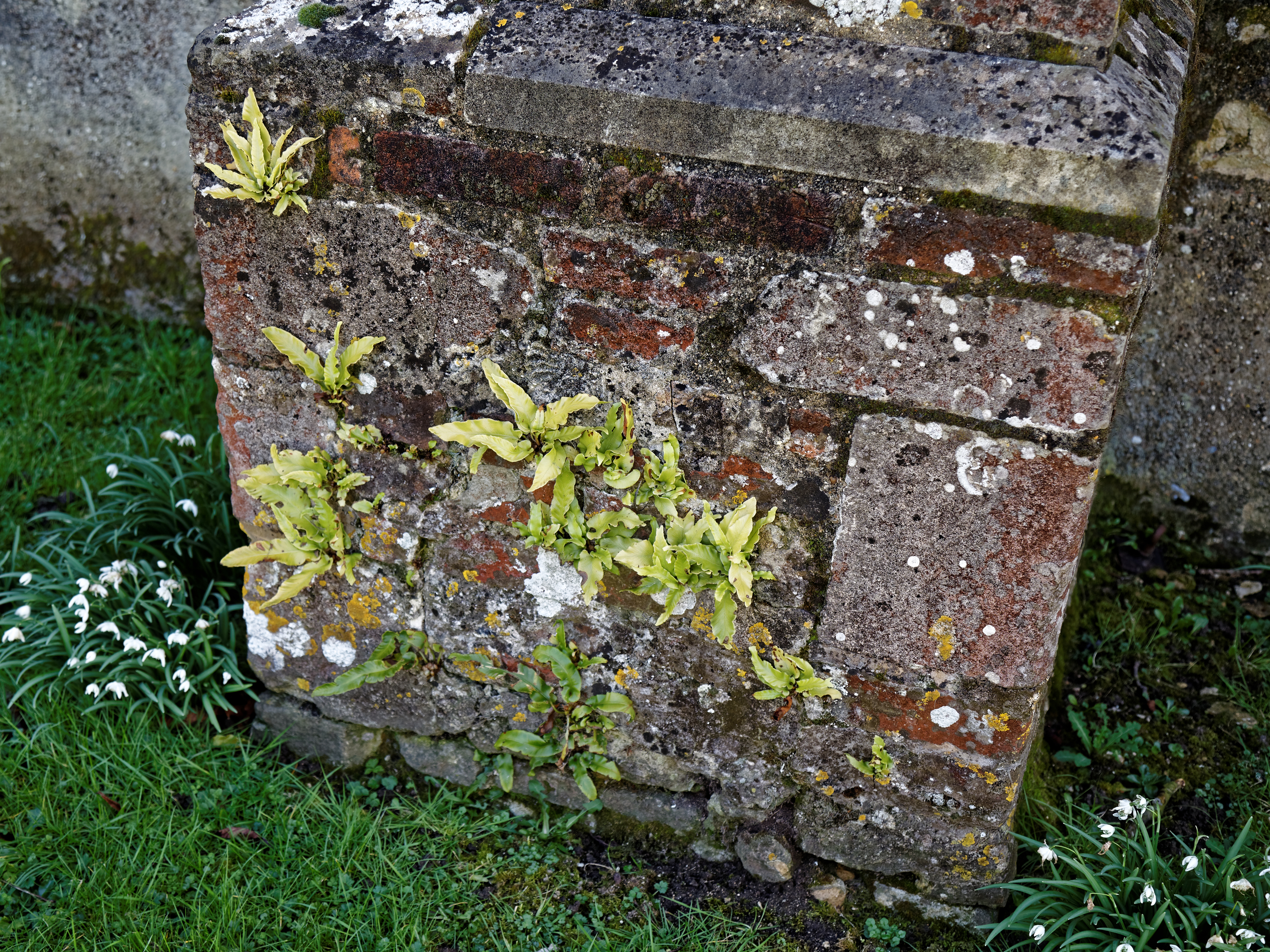
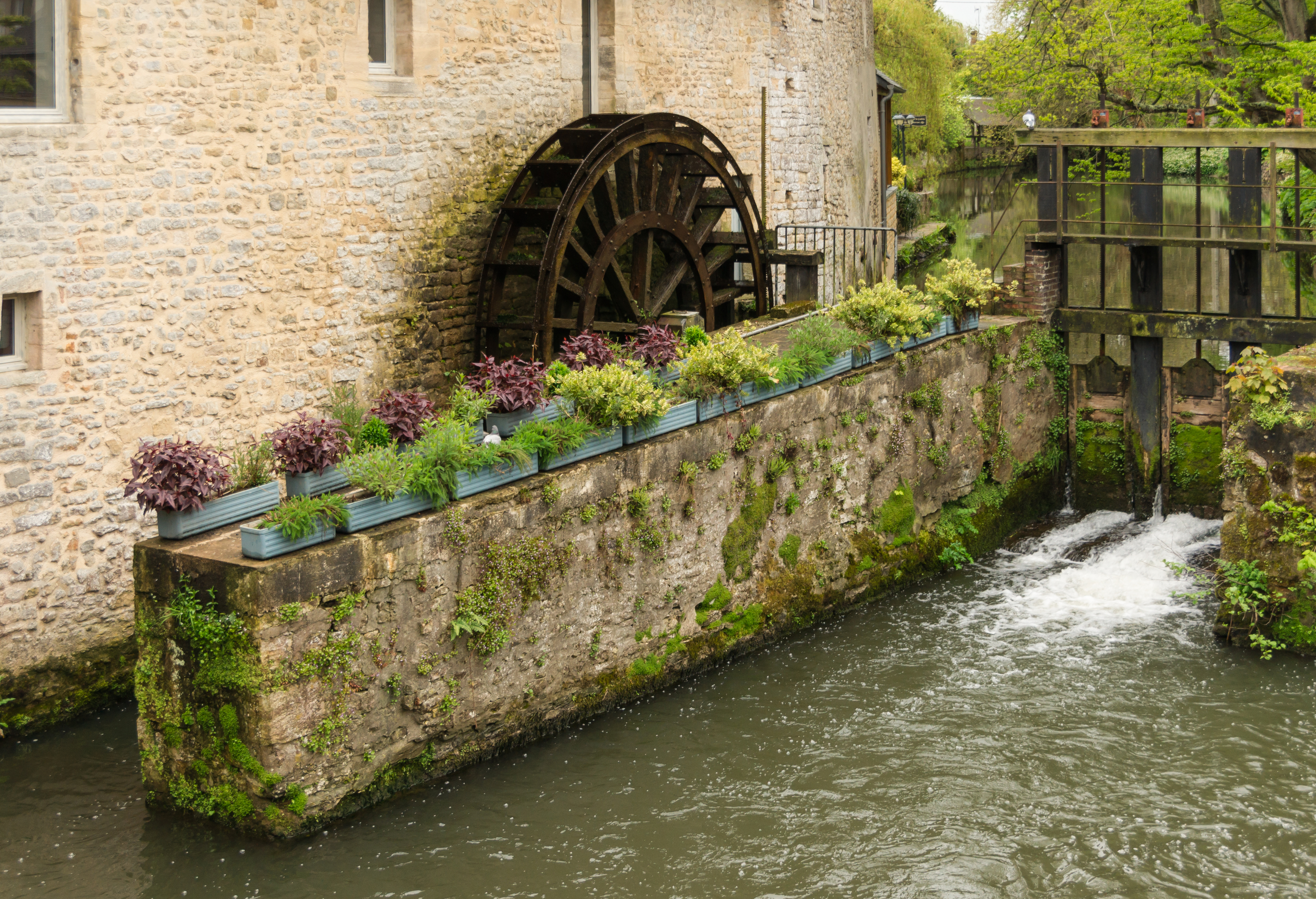